# Kopilad bogova
Kopilad bogova je trilogija epske fantastike srpskog autora Aleksandra Mandića.

## Prvi deo
Prvi deo, Salir objavljen je 2007. godine u izdanju Trećeg trga. 
Kopilad bogova je epska saga o ljubavi, časti, poštenju, izdaji. Pozornicom ovog romana defiluje čitava galerija likova: Vladar Tame, Salir Gvozdenoprsti, krvopija kojem se smučio večni život; princeza Svetlosti Helena, koja čudnim "spletom okolnosti" dospeva u Tamu; Marvin, dečak-vampir, mučen nesrazmernošću svoje zrelosti, moći i tela u kojem se nalazi - zaljubljen u Helenu; Koret, mladić sa Severa zadojen mržnjom i željan osvete za smrt svojih najbližih; Dalreks, mladi vitez željan slave i dokazivanja; i Ajtari, devojčica koja je procvetala u krvi i pokolju. 

## Drugi deo
Drugi deo trilogije, pod nazivom Koret, objavljen je 2009. godine.  
Ples koji su bogovi započeli, polako ubrzava ritam, a oni ne znaju korake. Niti koje su zakačili smrtnicima, svojoj deci, kopiladi, neumitno im klize iz ruku. Ser Dalreks od Malktora jaše pustinjom u želji da spase sestre i majku, željan slave. Ali staze koje ga vode do cilja su mutne i previše isprepletane. Da li se cilj gubi iz vidika, ili je on pogrešno skrenuo? Vladar Tame luta beskrajnim hodnicima svoje palate i svog uma, tražeći odgovore na pitanja koja ne zna da postavi. Tražeći sebe, ne prestaje da vodi borbu koju je započeo onda, kada je postao vampir. Dečak Marvin iskopava tajne koje se nalaze ispod ćudljivih misli vampira koji su učestvovali u porazu Tame... pokušava da na sebe preuzme makar delić bola koji princeza Svetlosti oseća u preobražaju koji će je pretvoriti u kći Tame. Kraljica Azrelona, namesnica Carstva, devojčica prerano sazrela, prekaljena kroz krv svojih najbližih, uzaludno se bori za živote nedužnih koji bi mogli da stradaju pod rukom njenog ludog muža. Pali ratnik krvavog neba se podiže. 

## Treći deo
Ajtari je treći deo trilogije. Objavljen je 2012. godine. 
Sa juga, sa mesta koje su smrtnici odavno zaboravili, diže se plamen stariji i moćniji od bogova. Kroz Tamu, vampirica vodi preživele iz Palate, u potrazi za razlogom opstanka. Dečak vodi bitku koju ne može da dobije, a paladin, ratnik Svetlosti, krvlju bića Tame traži sebi put do iskupljenja. Sin boga svetlosti dobija krunu, dobija sve što je ikada želeo. Ratnik senki skače sa mosta. Lepa princeza Letrika dolazi u Neritum krijući svoje pravo lice, krijući bodež u rukavu. Sin pustinje, ubica, razbojnik i lopov, prihvatiće zlato da bi oduzeo život. Mlada carica postaje majka, postaje vođa. Gonjen mržnjom, besom i bolom, sin vatre na krilima zmaja stiže u Neritum. A vampir, nekada znan kao Gvozdenoprsti, na božanskim visinama leči rane, i priprema se za konačni sukob, koji neminovno dolazi. 

## Spoljašnje veze
- Aleksandar Mandić
- Kopilad bogova, Fejsbuk stranica